# Johan 1. af Frankrig
Johan 1. (fransk: Jean Ier), kaldet Johan den Posthume (fransk: Jean le Posthume), (14. november 1316 – 19. november 1316) var konge af Frankrig og Navarra i 1316 i de 5 dage fra 14. november til 20. november, hvor han levede. Han var en posthum søn af Ludvig den Stridbare og var dermed konge fra fødslen.